# 布德米希格拉本河

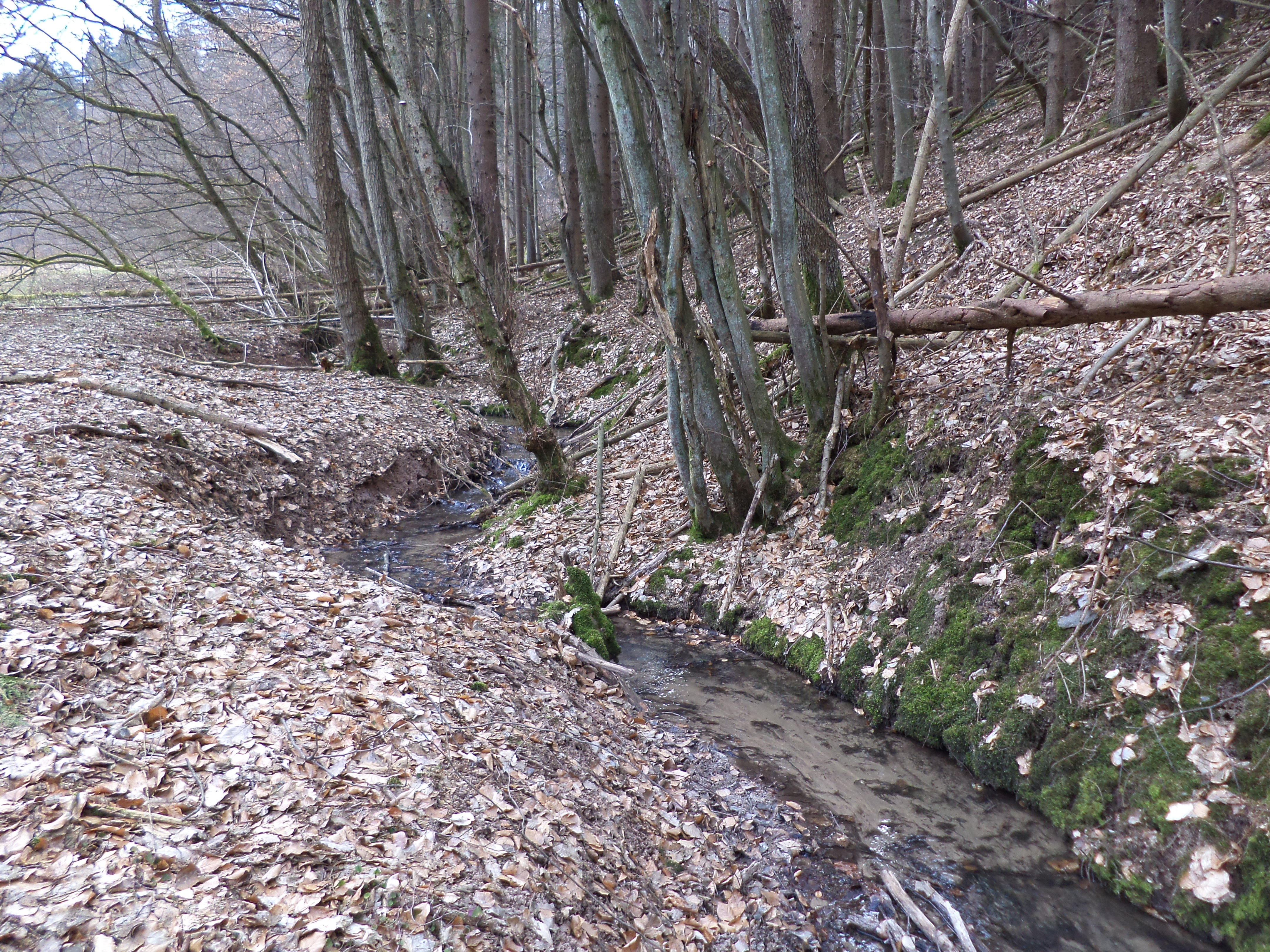

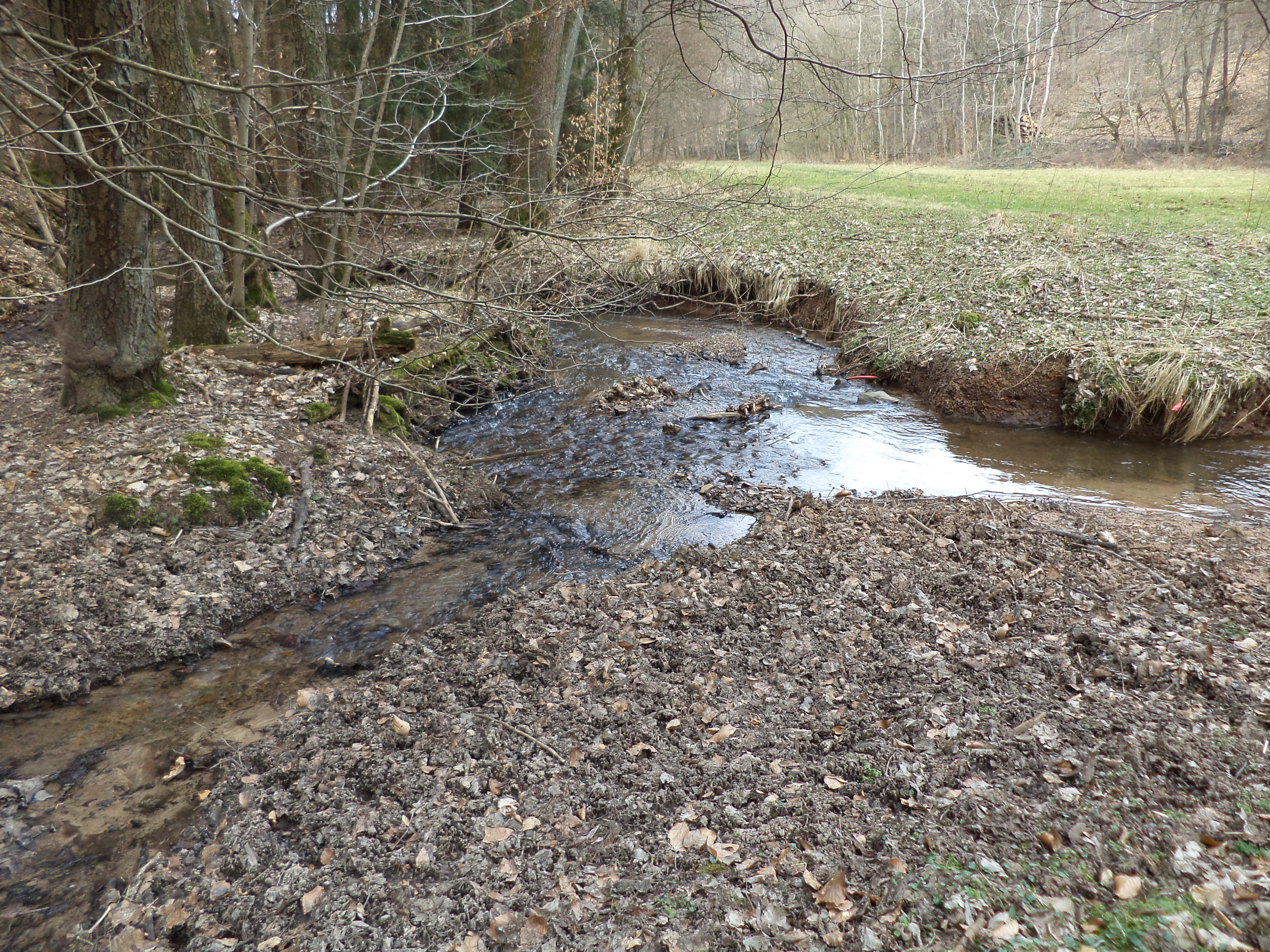

50°8′14.56″N 9°10′56.24″E / 50.1373778°N 9.1822889°E
布德米希格拉本河（德語：Budemichgraben），是德國的河流，位於該國中部，流經巴伐利亞和黑森州，屬於比爾基希斯巴赫河的左支流，河道全長1.5公里，流域面積0.7平方公里。